# Milja Sarkola
Milja Sarkola, född 22 mars 1975 i Helsingfors, är en tvåspråkig finlandssvensk regissör, dramatiker och manusförfattare. Sarkola har bland annat varit aktiv vid Lilla Teatern i Helsingfors och har också varit ansvarig för Teatteri Takomo. 2006 utexaminerades Sarkola som regissör från Teaterhögskolan i Helsingfors.
2011 pjäsdebuterade Sarkola med Perheenjäsen, som utsågs till årets föreställning det året. Pjäsen sattes upp 60 gånger, tre gånger så många som förväntat. 2013 sattes den upp i Sverige med titeln Familjen. 2020 romandebuterade Sarkola med Mitt kapital, utgiven på svenska på det finlandssvenska förlaget Förlaget.
Sarkola tilldelades det Boismanska dramatikerpriset 2017. Hon utsågs till årets konstnär i Helsingfors 2019. I hennes verk står ofta frågor om familjerelationer, sexualitet och integritet i centrum.

## Biografi
Sarkola föddes 1975 i Helsingfors. Hon är dotter till den finländska skådespelaren Asko Sarkola, bland annat känd för Höjdhoppar'n, och dotterdotter till författaren Olof Enckell. Sedan 1998 är hennes far chef för Helsingfors stadsteater. Hon är även syster till skådespelaren Sampo Sarkola. 2006 utexaminerades Sarkola som regissör från Teaterhögskolan i Helsingfors. Hon var antagen till både Dramatiska Institutet och Teaterhögskolan, men valde i slutändan att stanna i sin hemstad.
Sarkola lever tillsammans med sin partner Pauliina Feodoroff i Helsingfors, som hon har döttrar med. Feodoroff är skoltsame och under ett och ett halvt år bodde familjen i Ivalo, Enare för att döttrarna skulle kunna lära sig skoltsamiska. De talar således svenska, finska och skoltsamiska. Viss uppståndelse väcktes 2015 när Sarkola och Feodoroff, vid firande av den finska självständigheten, valde att skriva "169" synligt på sina kroppar, som en protest mot att Finland inte skrev under Konventionen om ursprungsfolk och stamfolk (ILO 169).

## Konstnärlig karriär
Sarkola har länge varit aktiv vid Lilla Teatern. Hon har bland annat regisserat I taket lyser stjärnorna av Johanna Thydell och Brevet från Sibirien av Elna Schdanoff. När hon under 1990-talet satte upp en pjäs av Daniil Charms blev hon vän med Vivica Bandler, och kom därigenom att bli inbjuden till Hangö teaterträff, och sedermera också att bli en del av projektet Svenska dagen annorlunda, som Bandler drev med Märta Tikkanen.
Mellan 2008 och 2012 drev också Sarkola Teatteri Takomo tillsammans med Pauliina Feodoroff.
Sarkola pjäsdebuterade 2011 med den finskspråkiga  pjäsen och uppväxtskildringen Perheenjäsen, som skildrar vad som händer när en förälder prioriterar sitt jobb framför barnen. Pjäsen utsågs till årets föreställning 2011 och sattes upp 60 gånger, tre gånger så många som förväntat. Pjäsen mottog även det finska Thaliapriset 2011. Den var bland annat inspirerad av Karl Ove Knausgård och hans Min kamp. 2013 sattes den upp i Sverige, med titeln En familj, på Riksteatern. Den spelades på finska och textades till svenska, med Antti Holma, Lotta Lehtikari. Seppo Merviä och Hanna Raiskinmäki i rollerna. Premiären ägde rum 5 mars i Hallunda.
2012 var hon med och regisserade dansföreställningen Ihmisen asussa. Föreställningen tilldelades Prix Jardin d’Europe samma år för bästa koreografi, ett pris som delas ut under ImPulsTanz-festivalen i Wien.
2015 skrev hon pjäsen Jotain toista, också den på finska. I Jotain toista stod frågor kring sexualitet i fokus. Den första pjäsen hon skrev på svenska var Allt som sägs, 2016. Sarkola skriver och regisserar sina pjäser själv.
2020 romandebuterade hon med romanen Mitt kapital, utgiven på svenska det finlandssvenska bokförlaget Förlaget och på finska på förlaget Teos. Romanen kretsar kring pengar. Den sattes även upp som pjäs på finska 2020, med titeln Pääomani och Eero Ritala, Lotta Kaihua, Tommi Korpela och Laura Rämä i huvudrollerna.
Sarkola har bland annat deltagit vid Umeå Internationella Litteraturfestival.

## Priser
- Thaliapriset 2011
- Prix Jardin d’Europe 2012